# John Love
John Maxwell Lineham Love (Bulawayo, Južna Rodezija, 7. prosinca 1924. – Bulawayo, Zimbabve, 25. travnja 2005.) je bivši rodezijski vozač automobilističkih utrka.

## Rezultati u Formuli 1
| Sezona | Sudionik            | Šasija       | Motor               | Gume | Utrke | Pobjede | Podiji | Bodovi | Plasman |
| ------ | ------------------- | ------------ | ------------------- | ---- | ----- | ------- | ------ | ------ | ------- |
| 1962.  | John Love           | Cooper T55   | Climax FPF 1.5 L4   | D    | 1     | -       | -      | 0      | –       |
| 1963.  | John Love           | Cooper T55   | Climax FPF 1.5 L4   | D    | 1     | -       | -      | 0      | –       |
| 1964.  | Cooper Car Company  | Cooper T73   | Climax FWMV 1.5 V8  | G    | 1 (0) | -       | -      | 0      | –       |
| 1965.  | John Love           | Cooper T55   | Climax FWMV 1.5 V8  | D    | 1     | -       | -      | 0      | –       |
| 1967.  | John Love           | Cooper T79   | Climax FPF 2.8 L4   | F    | 1     | -       | 1      | 6      | 11.     |
| 1968.  | Team Gunston        | Brabham BT20 | Repco 620 3.0 V8    | F    | 1     | -       | -      | 0      | –       |
| 1969.  | Team Gunston        | Lotus 49     | Cosworth DFV 3.0 V8 | D    | 1     | -       | -      | 0      | –       |
| 1970.  | Team Gunston        | Lotus 49     | Cosworth DFV 3.0 V8 | D    | 1     | -       | -      | 0      | –       |
| 1971.  | Team Peco / Gunston | March 701    | Cosworth DFV 3.0 V8 | G    | 1     | -       | -      | 0      | –       |
| 1972.  | Team Gunston        | Surtees TS9  | Cosworth DFV 3.0 V8 | F    | 1     | -       | -      | 0      | –       |

## Vanjske poveznice
- John Love Racing Reference